# Water-polo aux Jeux méditerranéens de 2022
Navigation
Tarragone 2018
Les compétitions de water-polo des Jeux méditerranéens de 2022 se déroulent du 24 juin au 30 juin 2022, à Oran en Algérie.

## Epreuves au programme
| ● | Compétitions | ● | Finale |

|          | Juin |    |    |    |    |    |    |
|          | 24   | 25 | 26 | 27 | 28 | 29 | 30 |
| Epreuves | ●    | ●  | ●  | ●  | ●  | ●  | ●  |

## Nations participantes
Au total, 9 pays participeront à cette épreuve :
- Espagne
- France
- Grèce
- Italie
- Monténégro
- Portugal
- Serbie
- Slovénie
- Turquie

## Résultats

### Groupe A

#### Classement
| Rang | Équipe  | Pts | J | G | N | P | Bp | Bc | Diff |
| ---- | ------- | --- | - | - | - | - | -- | -- | ---- |
| 1    | Espagne | 6   | 3 | 3 | 0 | 0 | 41 | 27 | +14  |
| 2    | Italie  | 4   | 3 | 2 | 0 | 1 | 31 | 22 | +9   |
| 3    | Grèce   | 2   | 3 | 1 | 0 | 2 | 38 | 29 | +9   |
| 4    | Turquie | 0   | 3 | 0 | 0 | 3 | 17 | 49 | -32  |

#### Matchs
| 24 juin | Grèce   | 11 | 12 | Espagne |
| 24 juin | Turquie | 2  | 13 | Italie  |
| 26 juin | Espagne | 14 | 8  | Italie  |
| 26 juin | Grèce   | 21 | 7  | Turquie |
| 28 juin | Espagne | 15 | 8  | Turquie |
| 28 juin | Italie  | 10 | 6  | Grèce   |

### Groupe B

#### Classement
| Rang | Équipe     | Pts | J | G | N | P | Bp | Bc | Diff |
| ---- | ---------- | --- | - | - | - | - | -- | -- | ---- |
| 1    | Serbie     | 8   | 4 | 4 | 0 | 0 | 65 | 23 | +42  |
| 2    | Monténégro | 6   | 4 | 3 | 0 | 1 | 57 | 27 | +30  |
| 3    | Slovénie   | 4   | 4 | 2 | 0 | 2 | 41 | 45 | -4   |
| 4    | France     | 2   | 4 | 1 | 0 | 3 | 37 | 55 | -18  |
| 5    | Portugal   | 0   | 4 | 0 | 0 | 4 | 22 | 72 | -50  |

#### Matchs
| 24 juin | Slovénie   | 18 | 5  | Portugal   |
| 24 juin | France     | 8  | 16 | Monténégro |
| 25 juin | Portugal   | 10 | 15 | France     |
| 25 juin | Serbie     | 22 | 6  | Slovénie   |
| 26 juin | France     | 7  | 18 | Serbie     |
| 26 juin | Monténégro | 23 | 4  | Portugal   |
| 27 juin | Serbie     | 9  | 7  | Monténégro |
| 27 juin | Slovénie   | 11 | 7  | France     |
| 28 juin | Monténégro | 11 | 6  | Slovénie   |
| 28 juin | Portugal   | 3  | 16 | Serbie     |

### Matchs de classement

#### 7eplace
| 29 juin | Turquie | 07 | 11 | France |

#### 5eplace
| 29 juin | Grèce | 16 | 12 | Slovénie |

### Phases finales
|  | Demi-finales  | Demi-finales |                 |   | Finale | Finale |
|  | Demi-finales  | Demi-finales |                 |   | Finale | Finale |
|  |               |              |                 |   |        |        |
|  |               |              |                 |   |        |        |
|  |               |              |                 |   |        |        |
|  | [] Espagne    | 9            |                 |   |        |        |
|  | [] Espagne    | 9            |                 |   |        |        |
|  | [] Monténégro | 10           |                 |   |        |        |
|  | [] Monténégro | 10           | [] Monténégro   | 8 |        |        |
|  |               |              | [] Monténégro   | 8 |        |        |
|  |               | [] Serbie    | 9               |   |        |        |
|  | [] Serbie     | [] Serbie    | 9               | 8 |        |        |
|  | [] Serbie     |              |                 | 8 |        |        |
|  | [] Italie     | 7            |                 |   |        |        |
|  | [] Italie     | 7            | Troisième place |   |        |        |
|  |               |              |                 |   |        |        |
|  |               |              |                 |   |        |        |
|  |               |              |                 |   |        |        |
|  | [] Espagne    | 16           |                 |   |        |        |
|  | [] Espagne    | 16           |                 |   |        |        |
|  | [] Italie     | 8            |                 |   |        |        |
|  | [] Italie     | 8            |                 |   |        |        |

### Classement final
| Rang                                    | Équipe     |
| --------------------------------------- | ---------- |
| Médaille d'or, Jeux méditerranéens      | Serbie     |
| Médaille d'argent, Jeux méditerranéens  | Monténégro |
| Médaille de bronze, Jeux méditerranéens | Espagne    |
| 4                                       | Italie     |
| 5                                       | Grèce      |
| 6                                       | Slovénie   |
| 7                                       | France     |
| 8                                       | Turquie    |
| 9                                       | Portugal   |

## Podiums
| Épreuves | Or | Argent | Bronze |
| -------- | --- | --- | --- |
| Hommes   | Serbie Vuk Anđelić Bogdan Brešćanski Marko Dimitrijević Bogdan Gavrilović Nikola Kojić Aleksandar Kovačević Mitar Maraš Petar Pajković Zoran Poznanović Nikola Vuk Radulović Petar Stanić Viktor Urošević Radosav Virijević | Monténégro Neđo Baštrica Andrija Bjelica Danilo Dragović Danilo Krivokapić Pavle Krivokapić Milan Nikaljević Draško Samardžić Danilo Stupar Balša Vučković Lazar Vukićević Vladan Vukićević Dušan Vuković Miloš Vukšić | Espagne Hugo Castro Marc Frigola Didac García Gerard Gil Biel Gomila Luca de la Cruz Javier Ibáñez Daniel Ivaylov Robert López Javier Otero Jan Pérez Xavier Teclas Joan Villamayor |